# Laurent Lhardit
Laurent Lhardit, né le 20 avril 1963 à Marseille, est un homme politique français, élu député de la deuxième circonscription des Bouches-du-Rhône le 7 juillet 2024. Membre du Parti socialiste (PS), il est auparavant adjoint au maire de Marseille de 2020 à 2024.

## Biographie
Laurent Lhardit est originaire du quartier marseillais de La Pointe-Rouge. Il est diplômé de l'Institut d'études politiques de Lyon.
Laurent Lhardit s'engage au Parti socialiste en 1988, à la suite de la nomination de Michel Rocard à Matignon. Il est collaborateur du député socialiste Michel Pezet, dont il restera proche. En 1997, il fonde son cabinet de conseil.
Il est élu conseiller d'arrondissement du 3e secteur de Marseille lors des élections municipales de 2014. En 2020, il est élu conseiller municipal de Marseille sur la liste du Printemps marseillais. Il devient 16e adjoint à la nouvelle maire de Marseille, Michèle Rubirola, chargé du dynamisme économique, de l'emploi et du tourisme durable,. Il conserve sa délégation lorsque Benoît Payan succède à Michèle Rubirola à la mairie en décembre 2020.
Pour les élections législatives de 2024, Laurent Lhardit est le candidat du Nouveau Front populaire dans la 2e circonscription des Bouches-du-Rhône, qui correspond aux 7e et 8e arrondissements de Marseille. Il arrive en deuxième position du premier tour avec 28,49 % des voix, derrière Olivier Rioult de l'alliance RN-RAD (32,06 %) mais devant la députée sortante Ensemble Claire Pitollat (27,01 %). Cette dernière se retire, apportant son soutien à « la candidature de Laurent Lhardit [et ses] valeurs humanistes et respectables ». Il est élu au second tour avec plus de 53 % des suffrages.
La gauche remporte la circonscription pour la première fois depuis les élections législatives de 1973. Laurent Lhardit estime ainsi qu'un changement de sociologie du 7e arrondissement est à l'œuvre ; il voit « de nouveaux arrivants, plutôt jeunes, votant plus à gauche et sensibles à l'écologie ».

## Synthèse des résultats électoraux
| Année | Parti | Parti  | Circonscription         | 1er tour | 1er tour | 1er tour | 2d tour | 2d tour | 2d tour |
| Année | Parti | Parti  | Circonscription         | Voix     | %        | Rang     | Voix    | %       | Issue   |
| ----- | ----- | ------ | ----------------------- | -------- | -------- | -------- | ------- | ------- | ------- |
| 2024  |       | NFP-PS | 2e des Bouches-du-Rhône | 16 740   | 28,49    | 2e       | 28 677  | 53,64   | Élu     |